# Diecezja Derby
Diecezja Derby (ang. Diocese of Derby) – diecezja Kościoła Anglii, wchodząca w skład metropolii Canterbury. Obejmuje hrabstwo Derbyshire. 
W skład diecezji wchodzą 253 parafie, mające w zarządzie łącznie 300 kościołów. Obsługuje je 136 księży obu płci. Biskup diecezjalny tytułowany jest biskupem Derby, natomiast biskup pomocniczy nosi tytuł biskupa Repton. Na terenie diecezji zamieszkuje 1 017 000 osób, z czego w anglikańskich nabożeństwach bierze udział średnio 17 700 osób tygodniowo. 